# Вељкроп
Вељкроп (слч. Veľkrop) насељено је мјесто са административним статусом сеоске општине (слч. obec) у округу Стропков, у Прешовском крају, Словачка Република.

## Становништво
| Година:    | 1994. | 2004.   | 2014.   | 2024.   |
| ---------- | ----- | ------- | ------- | ------- |
| Број људи: | 220   | 221     | 222     | 231     |
| Разлика:   |       | +0,45 % | +0,45 % | +4,05 % |

| Година:    | 2023. | 2024.   |
| ---------- | ----- | ------- |
| Број људи: | 230   | 231     |
| Разлика:   |       | +0,43 % |

Према подацима о броју становника из 2024. године насеље је имало 231 становника.